# Aqua Teen Hunger Force
Aqua Teen Hunger Force (ATHF of Aqua Teen), sinds 2011 ook bekend als Aqua Unit Patrol Squad 1, is een humoristische animatieserie op Cartoon Networks programmablok Adult Swim in de VS.
De serie is begonnen op 30 december 2000 en is gemaakt door Matt Maiellaro en Dave Willis.

## Inhoud
De show draait om drie antropomorfe fast food-producten; Master Shake, Frylock, en Meatwad, en hun buurman Carl Brutananadilewski. Ze wonen in een voorstad van Seattle.
Aanvankelijk was de serie bedoeld als parodie op detectiveseries, met de drie protagonisten als amateurdetectives. Dit idee werd echter al snel verworpen om plaats te maken voor een surrealistische sitcom, waarbij de humor vooral draait om absurde plots en visuele grappen. Qua verhaal kent de serie maar weinig continuïteit; elke aflevering staat op zichzelf en gebeurtenissen uit een aflevering zijn maar zelden van blijvende invloed op een latere aflevering.

## Personages
Master Shakeeen antropomorfe milkshake. Hij heeft twee gele handen met vier vingers. In de loop van de serie heeft hij uiteenlopende baantjes, zoals songwriter, superheld, en marinier. Hij is extreem grof, lui, zelfingenomen en onwetend. Hij probeert geregeld met leugens onder zijn werk uit te komen en houdt ervan om Meatwad te plagen.
Frylockeen antropomorfe puntzak gevuld met frietjes. Hij heeft een zwarte baard en kan zijn friet gebruiken als armen en benen. Hij beschikt over een blauwe diamant die hem “de kracht van duizend zonnen” geeft. Frylock is vaak kalm en tolerant, totdat er iets fout gaat. Tevens is hij de slimste en meest volwassen van de drie protagonisten.
MeatwadEen antropomorfe gehaktbal. Hij vertoont zich meestal in zijn ronde balgedaante, maar kan zichzelf indien nodig armen en benen geven. Tevens kan hij andere gedaantes aannemen zoals een iglo of hot dog. Hij komt vaak vriendelijk en gelukkig over, maar kan ook overgaan tot mensen bedreigen met een vuurwapen. Hij is een ervaren gitarist.
Carl Brutananadilewskide buurman van de Hunger Force. Hij is een man van middelbare leeftijd met een zwarte snor, veel lichaamsbeharing en een bierbuik. Hij is sarcastisch en heeft een kort lontje. Hij heeft een sterke passie voor sport, pornografie, en klassieke rock. Zijn meningen over zijn drie fast food-buren verschillen per aflevering; soms staat hij op goede voet met ze, maar andere keren moet hij juist niks van ze weten. Hij heeft een auto genaamd 2Wycked.
Dr. Weirdeen gestoorde geleerde die in een inrichting verblijft. Hij is de schepper van de drie protagonisten.
Ignignokt en Errtwee 2-dimensionale aliens afkomstig van de maan.

## Productie
Aqua Teen Hunger Force wordt geregisseerd door Jeremiah Mills en Matt Maiellaro, getekend door Radical Axis en geproduceerd door Williams Street. Veel van de dialoog in de serie bestaat uit improvisaties.
De eerste zeven seizoenen gebruikte de serie een titelsong gezongen door Schoolly D. Vanaf seizoen acht is overgestapt op een nieuwe titelsong gezongen door Josh Homme.
De drie protagonisten werden oorspronkelijk ontworpen als gastpersonages voor een aflevering van de serie Space Ghost Coast to Coast, waarin ze de mascottes waren van de fictieve fastfoodketen "Burger Trench".

## Reclamestunt
In januari 2007 vond er een reclamecampagne plaats voor deze televisieserie in de Amerikaanse stad Boston. De figuren uit de serie werden weergegeven op reclameborden met leds. Deze elektronische borden werden op diverse drukke plaatsen in Boston geplaatst. Een voorbijganger zag het apparaat ergens staan en vertrouwde het niet. De politie werd ingeschakeld, en kwam met groot materieel aanzetten. Cameraploegen deden rechtstreeks verslag. Toen bekend werd dat het een elektronisch apparaat was dat eventueel een bom zou kunnen zijn, werden ook een aantal wegen afgesloten. Pas later werd duidelijk dat het om een reclame-actie ging. Als gevolg van de actie stapte op 9 februari 2007 de directeur van Cartoon Network op. Hij was al dertien jaar directeur van de zender.

## Films
Op 13 april 2007 kwam een bioscoopfilm gebaseerd op de serie uit, getiteld Aqua Teen Hunger Force Colon Movie Film for Theaters. De film toont de oorsprong van de drie protagonisten.